# 松下邦昭
松下 邦昭（まつした くにあき、1979年8月3日 - ）は、熊本県出身の元サッカー選手、サッカー指導者。JFA認定B級指導者。
多くの子供たちにサッカーの指導をしている。的確な指導で子供たちからの信頼は厚い。

## 来歴
熊本県立大津高等学校から福岡大学進学。卒業後アルエット熊本、ランザ熊本、ヴォルカ鹿児島、ロッソ熊本でプレー。2005年シーズン終了後引退。その後は指導者として、長くロアッソ熊本ジュニアユースの若手育成に当たっている。
2018年12月13日、カマタマーレ讃岐のコーチに就任。

## 所属クラブ
- 1996年 - 1998年 熊本県立大津高等学校
- 1998年 - 2002年 福岡大学
- 2002年 アルエット熊本
- 2003年 ランザ熊本
- 2003年10月 - 2004年 ヴォルカ鹿児島
- 2005年 ロッソ熊本

## 指導歴
- 2006年 - 2017年 ロアッソ熊本ジュニアユース コーチ
- 2017年2月 - 2018年 エンフレンテ熊本 コーチ
- 2019年 - カマタマーレ讃岐コーチ